# Посухів (Тернопільський район)

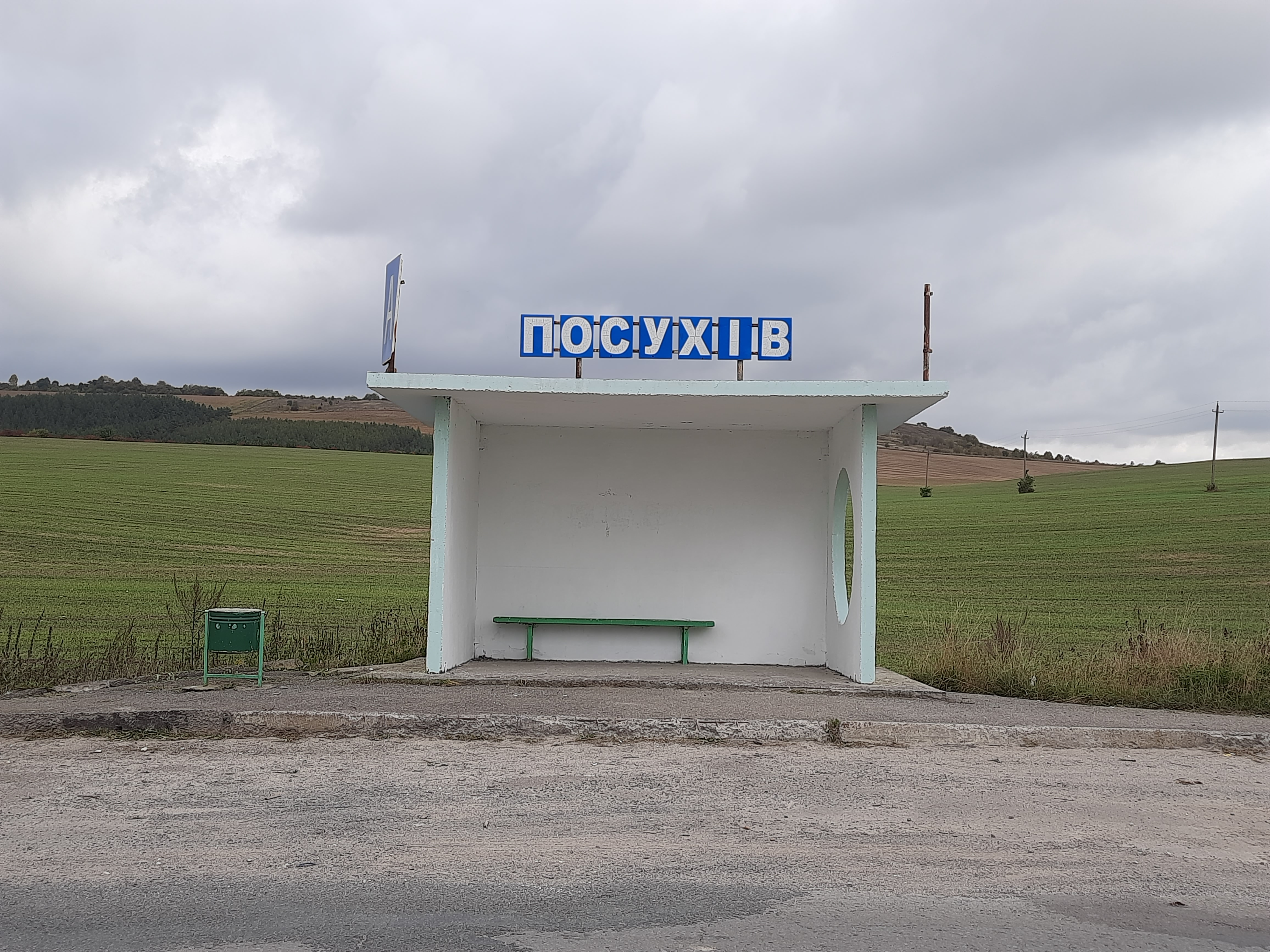
Автобусна зупинка біля села

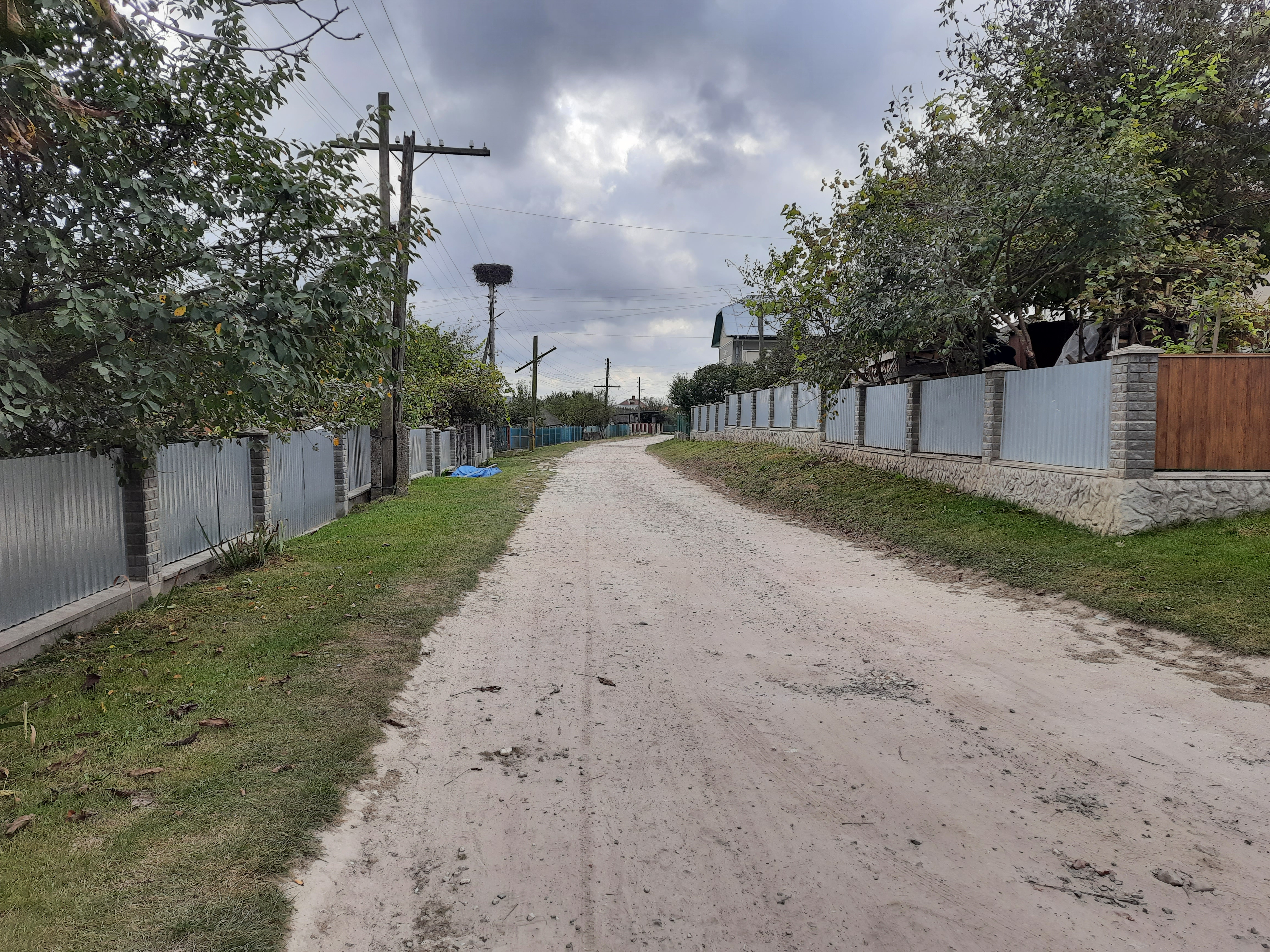
Сільська вулиця

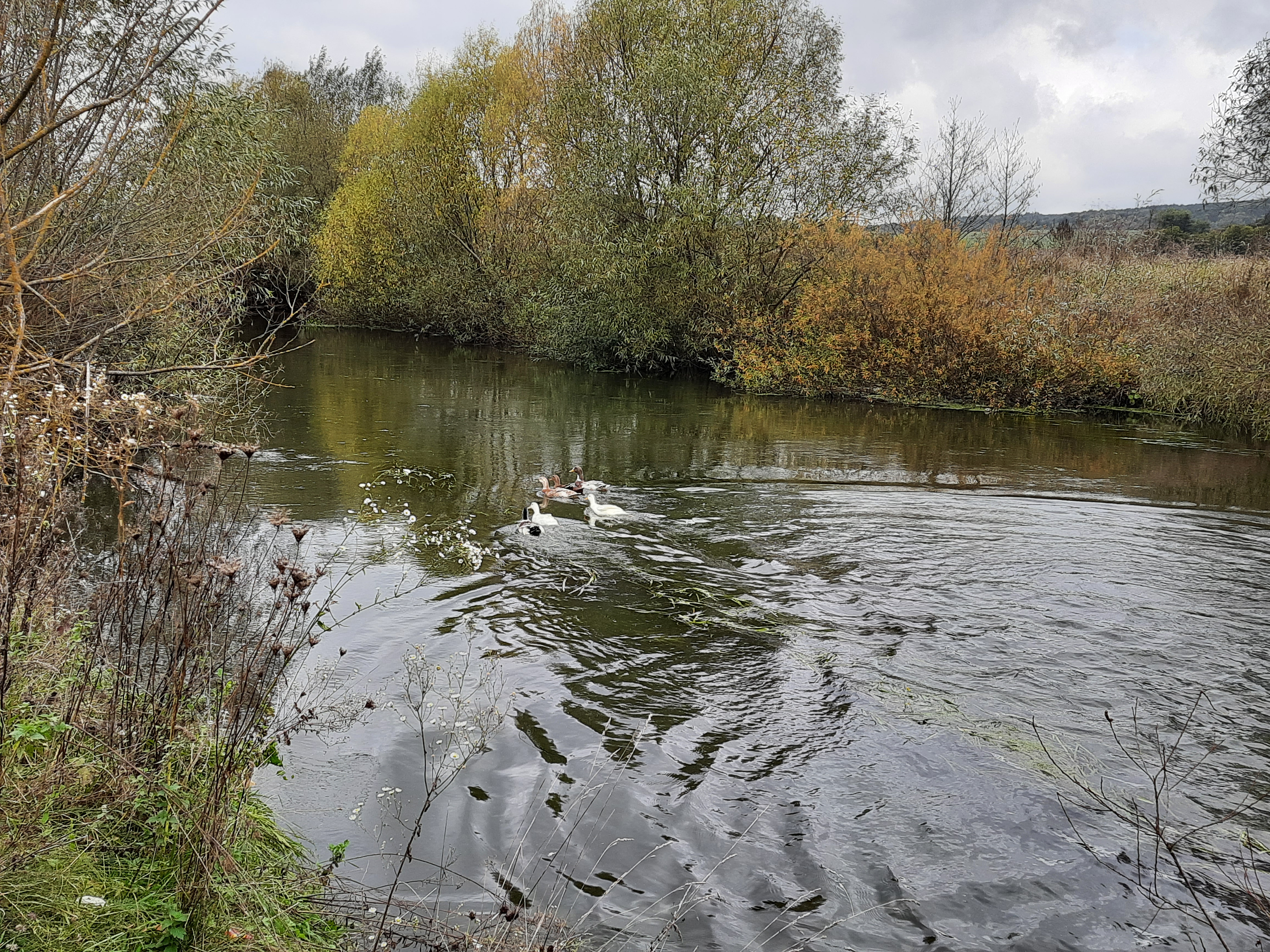
Річка Золота Липа біля села

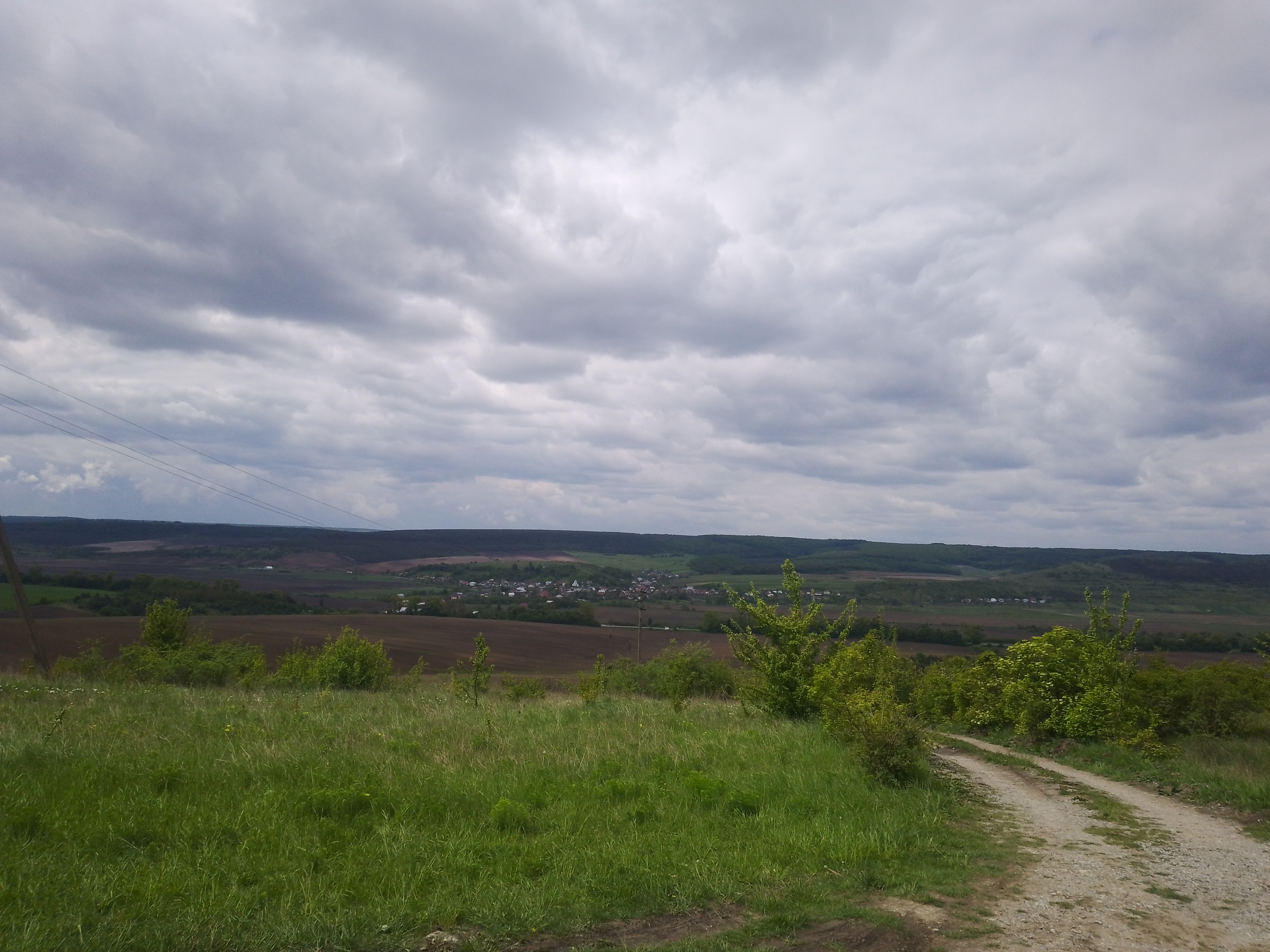
Вид на Посухів з гори Лисоня

Посу́хів — село в Україні, у Бережанській міській громаді Тернопільського району Тернопільської області. Розташоване на річці Золота Липа, на заході району. До Посухова приєднано хутори Волосів та Зелений (Ґрюнфельдівка).

## Географія
У селі є вулиці: Бережанська, Шевченка (колишня Ковпака), Кульчицької, Пушкіна, Стефаника та Шашкевича.

### Клімат
Для села характерний помірно континентальний клімат. Посухів розташований у «холодному Поділлі» — найхолоднішому регіоні Тернопільської області.
| Клімат Посухова           | Клімат Посухова | Клімат Посухова | Клімат Посухова | Клімат Посухова | Клімат Посухова | Клімат Посухова | Клімат Посухова | Клімат Посухова | Клімат Посухова | Клімат Посухова | Клімат Посухова | Клімат Посухова | Клімат Посухова |
| Показник                  | Січ.            | Лют.            | Бер.            | Квіт.           | Трав.           | Черв.           | Лип.            | Серп.           | Вер.            | Жовт.           | Лист.           | Груд.           | Рік             |
| Середній максимум, °C     | −1,4            | 0,0             | 4,9             | 13,0            | 18,9            | 22,1            | 23,5            | 22,9            | 18,5            | 12,7            | 5,6             | 0,7             | 11              |
| Середня температура, °C   | −4,4            | −2,9            | 1,3             | 8,1             | 13,6            | 16,8            | 18,2            | 17,5            | 13,4            | 8,2             | 2,7             | −1,8            | 7               |
| Середній мінімум, °C      | −7,3            | −5,7            | −2,3            | 3,3             | 8,3             | 11,6            | 12,9            | 12,1            | 8,4             | 3,8             | −0,1            | −4,3            | 3               |
| Норма опадів, мм          | 32              | 31              | 33              | 50              | 78              | 92              | 96              | 71              | 56              | 39              | 37              | 40              | 655             |
| ------------------------- | --------------- | --------------- | --------------- | --------------- | --------------- | --------------- | --------------- | --------------- | --------------- | --------------- | --------------- | --------------- | --------------- |
| Джерело: climate-data.org |                 |                 |                 |                 |                 |                 |                 |                 |                 |                 |                 |                 |                 |

## Історія
Село Посухів росташоване на Опіллі (територія, яка входить ло Галичини). Воно знаходьться в долині, яку оточують невисокі гори (до 500 м.) вкриті хвойними, дубовими, буковими та мішаними лісами. Етнічний народ який проживає на цій території називається - ополянами. Ополяни - це один із видів гуцульського народу, адже гуцульський етнос поділяється на: гуцулів, бойків, покутян і ополян.[джерело?] Через село протікає річка Золота Липа.
Назва села Посухів походить, ймовірно, від слова "посуха". Є така легенда, що колись на території села було величезне озеро, яке з часом почало висихати, а на осушених містях люди почали селитись.
Перша писемна згадка — 7 квітня 1438 року.
У 1438 році Посухів, разом із Заваловом, перебував у власності Станислава Завиші, молодшого внука Іваниша Унгаруса (Іван Угрин), шляхтича гербу і роду Сас. Рід Станислава був пізніше названий Завалівським, про що йдеться й у люстрації короля польського Казимира Ягеллонського.
Згадується 30 січня 1447 року в книгах галицького суду.
1626 року внаслідок нападу татар село було повністю зруйноване.
Під час 1-ї світової війни спалене.
У 1909–1944 роках проходила залізниця Львів-Підгайці.
Діяли «Просвіта» та інші українські товариства, кооператив.
12 червня 2020 року, відповідно до розпорядження Кабінету Міністрів України № 724-р «Про визначення адміністративних центрів та затвердження територій територіальних громад Тернопільської області» увійшло до складу Бережанської міської громади.
19 липня 2020 року, в результаті адміністративно-територіальної реформи та ліквідації Бережанського району, село увійшло до складу Тернопільського району.

## Політика

### Парламентські вибори, 2019
На позачергових парламентських виборах 2019 року у селі функціонувала окрема виборча дільниця № 610038, розташована у приміщенні народного дому.
Результати
- зареєстровано 486 виборців, явка 66,05%, найбільше голосів віддано за «Слугу народу» — 31,66%, за «Європейську Солідарність» — 13,79%, за Радикальну партію Олега Ляшка — 13,17%[9]. В одномандатному окрузі найбільше голосів отримав Іван Чайківський (самовисування) — 56,19%, за Володимира Кісілевича (Слуга народу) — 15,24%, за Тараса Юрика (Європейська Солідарність) — 11,11%[10].

## Населення
Населення — 650 осіб (2007). Дворів — 181.
За даними перепису населення 2001 року мовний склад населення села був таким:

### Мова
Розподіл населення за рідною мовою за даними перепису 2001 року:

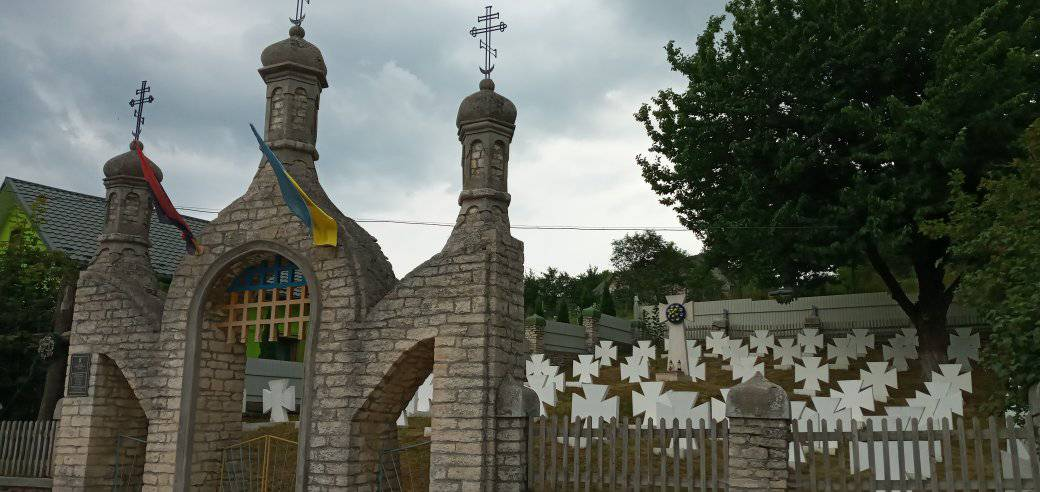
Брама цвинтаря у 2022 році

| Мова       | Кількість | Відсоток |
| ---------- | --------- | -------- |
| українська | 652       | 99.69%   |
| російська  | 2         | 0.31%    |
| Усього     | 654       | 100%     |

## Пам'ятки
дві церкви святого Архістратига Михаїла (1928, кам'яна, ПЦУ; 2010, кам'яна, УГКЦ), «фігура» Матері Божої.
Зберігся цвинтар Українських Січових Стрільців (1916), де поховано 70 усусусів і 2 турецькі вояки, споруджено пам'ятник УСС (1994). У 2021 році розпочалися реставраційні роботи кам'яного муру довкола муру.
На горі Лисоня у серпні 2006 року освятили каплицю у пам'ять про героїчні бої Українських Січових Стрільців.
Споруджено памʼятний хрест на честь скасування панщини (1848) та памʼятний хрест на славу Божу (1873).

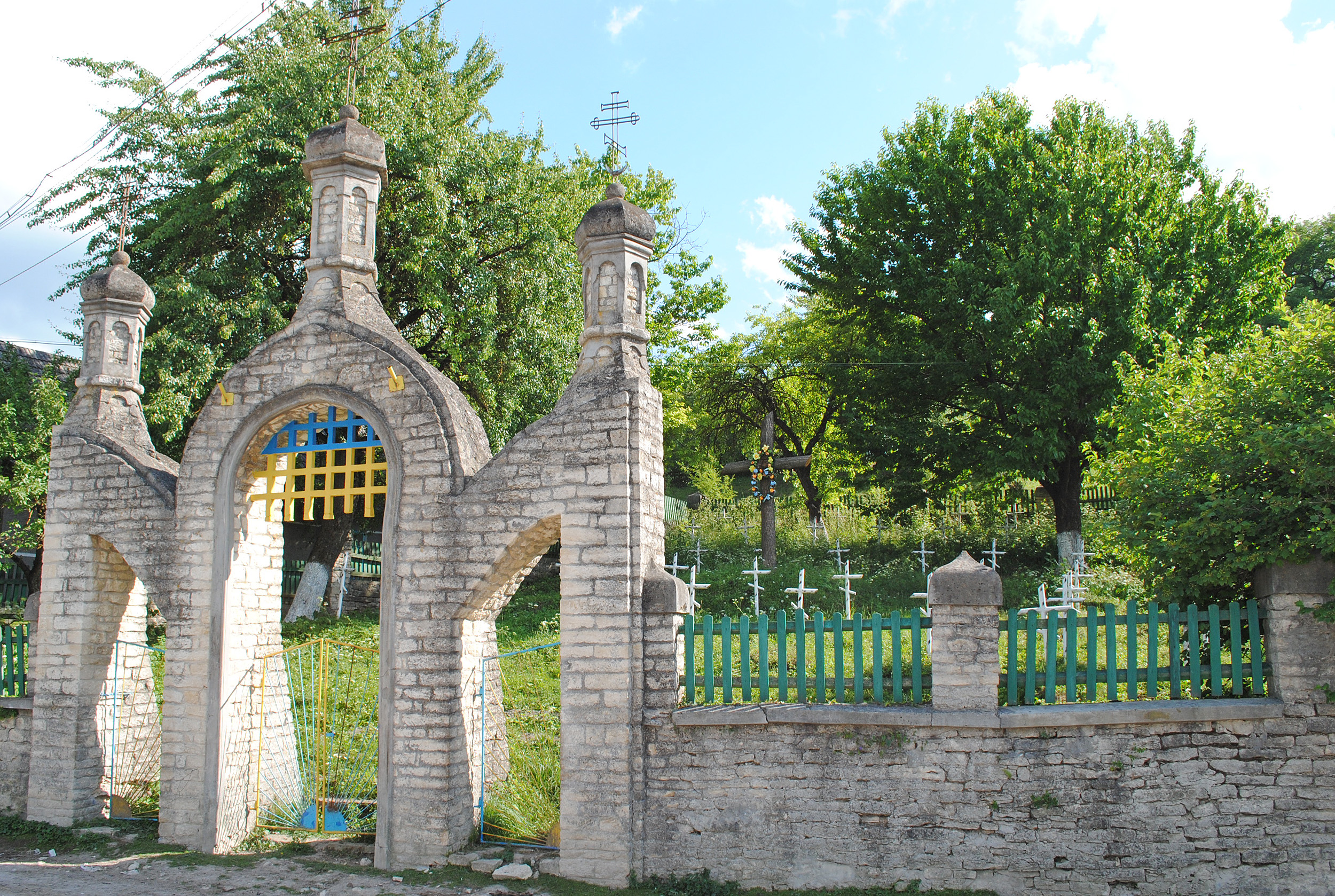
Брама у вигляді тризуба
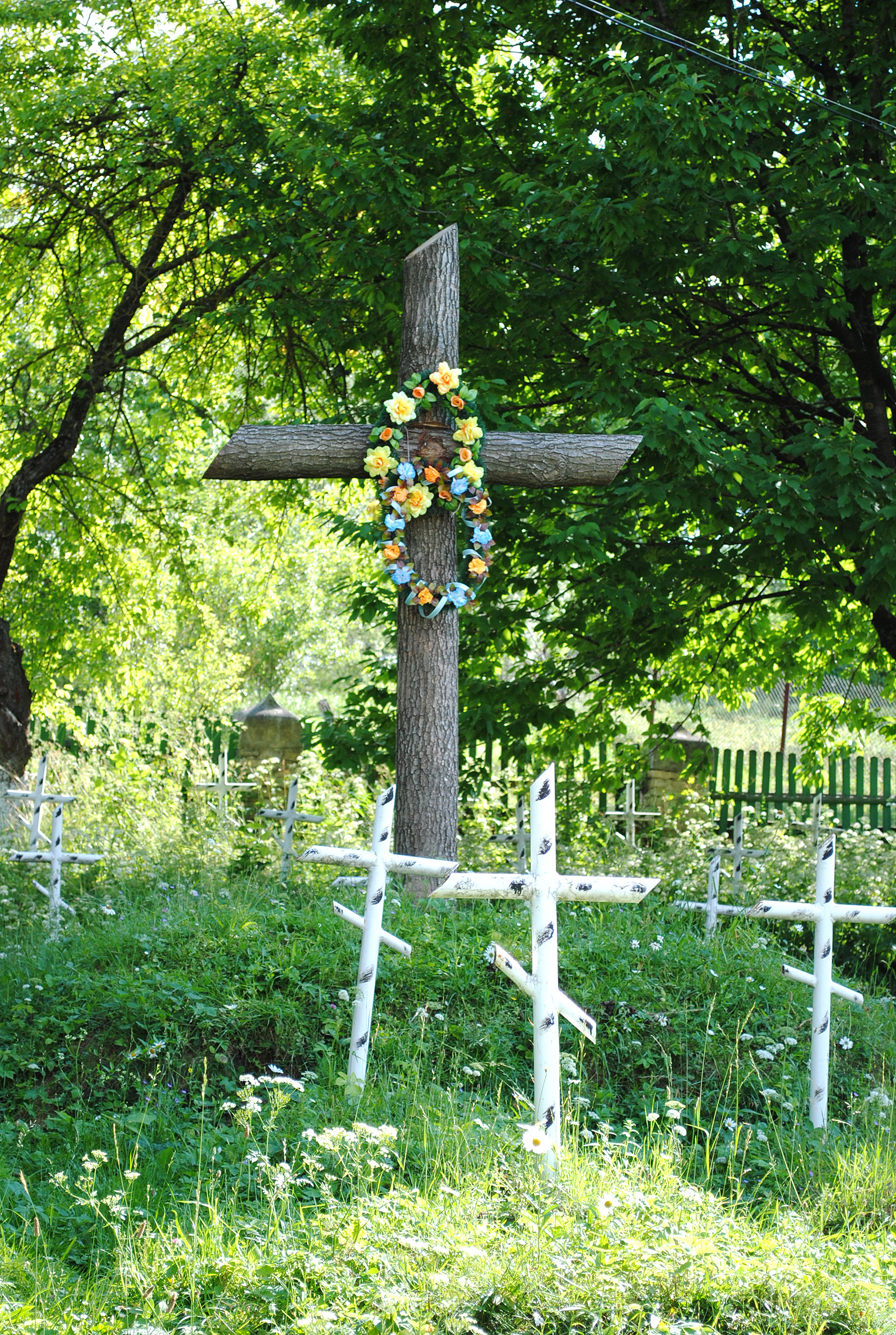
Великий дубовий хрест на цвинтарі
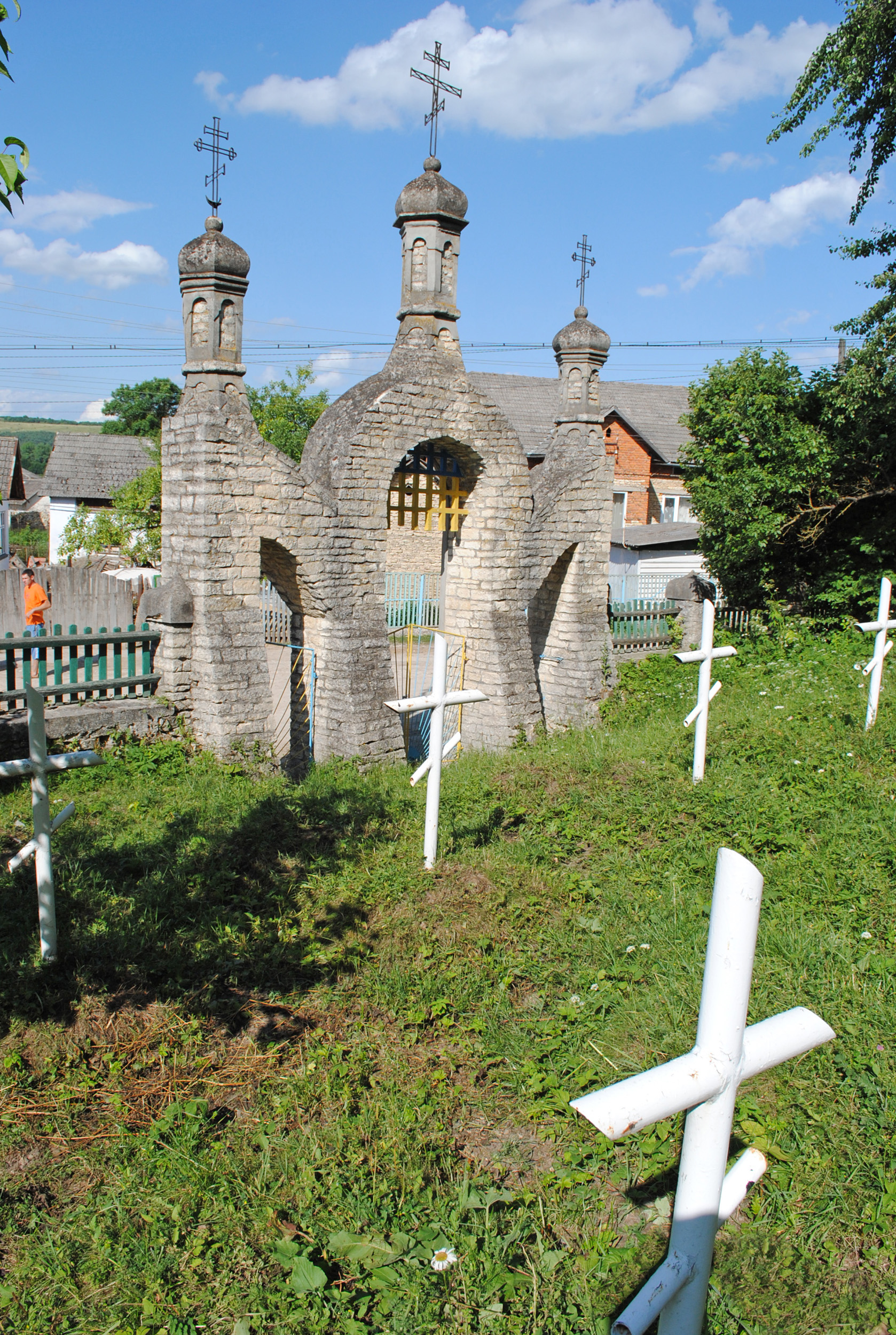
Вигляд на браму з боку цвинтаря
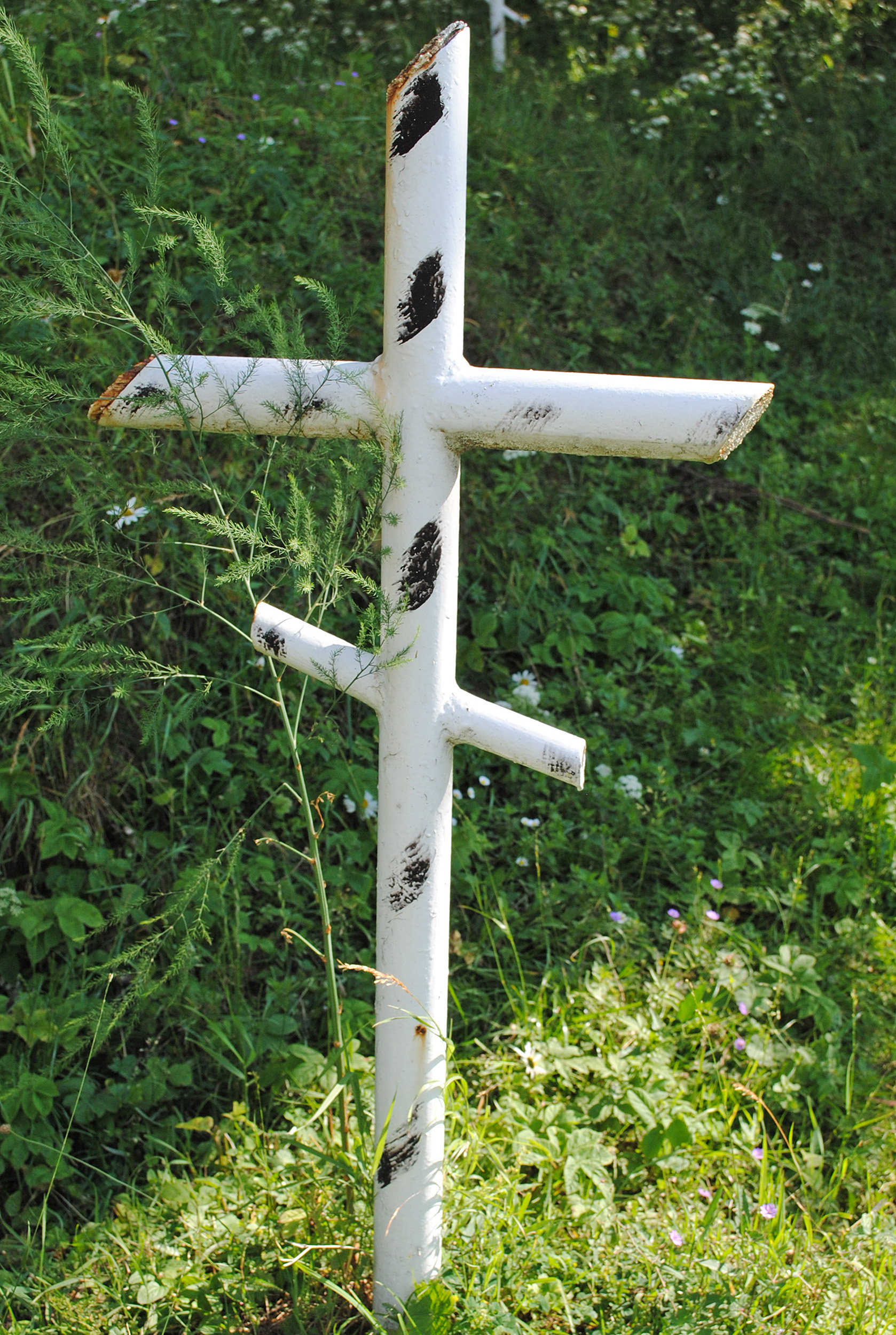
Хрест на могилі усусуса

Поблизу села є гідрологічна пам'ятка природи місцевого значення «Панські джерела».

## Соціальна сфера
Працюють загальноосвітня школа I ступеня, клуб, бібліотека, ФАП.

## Військовий меморіал
- Цвинтар українських січових стрільців | Посухів | Військові некрополі України

## Відомі люди

### НародилисяТомаєр Андрій-український військовик,учасник російсько- Української війни(загинув).
- Кашараба Роман — український військовик, учасник російсько-української війни[16].
- Нестор Колодка (*1963) — український господарник, громадський діяч;
- Михайло Харишин (*1964) — український дипломат, історик;
- Мирон Шенклярський (*1937) — український інженер, науковець.

### Працювали
- Ірина Олексів (*1936) — українська вишивальниця;